# Jake Gleeson
Jacob Christopher Gleeson (ur. 26 czerwca 1990 w Palmerston North) – nowozelandzki piłkarz występujący na pozycji bramkarza. Zawodnik klubu Portland Timbers.

## Kariera klubowa
Gleeson karierę rozpoczynał w 2007 roku w zespole Western Suburbs. W 2008 roku trafił do drużyny Team Wellington z ASB Premiership. Przez dwa lata rozegrał tam 5 spotkań. W 2010 roku podpisał kontrakt z amerykańskim Portland Timbers z MLS. Sezon 2010 spędził jednak w jego drużynie U-23, grającej w USL Premier Development League. W 2011 roku wrócił do pierwszej drużyny Portland. W MLS zadebiutował 26 marca 2011 roku w przegranym 0:2 pojedynku z Toronto FC.

## Kariera reprezentacyjna
W 2007 roku Gleeson znalazł się w drużynie U-17 na Mistrzostwa Świata U-17, zakończone przez Nową Zelandię na fazie grupowej. W pierwszej reprezentacji Nowej Zelandii zadebiutował 5 czerwca 2011 roku w przegranym 0:3 towarzyskim pojedynku z Australią.
W 2012 roku został powołany do kadry na Puchar Narodów Oceanii. Zagrał na nim w meczach z Fidżi (1:0), Papuą-Nową Gwineą (2:1), a także zremisowanym 1:1 meczu fazy grupowej z Wyspami Salomona oraz wygranym 4:3 spotkaniu o 3. miejsce z tą drużyną.
Gleeson znalazł się w zespole Nowej Zelandii U-23 na Letnie Igrzyska Olimpijskie 2012.